# سیستم تولید تویوتا

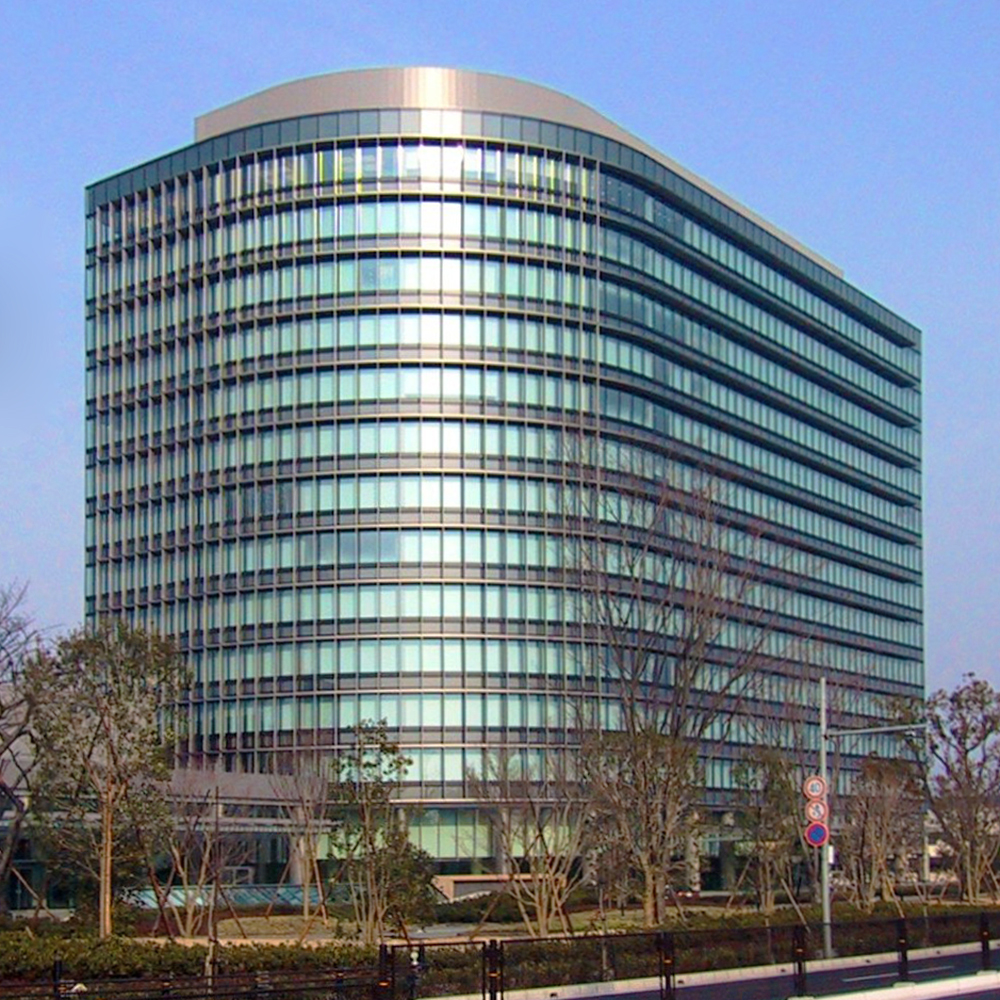
دفتر مرکزی تویوتا

سیستم تولید تویوتا (انگلیسی: Toyota Production System) و به‌طور خلاصه TPS، یک سیستم فنی‌اجتماعی است، که به وسیله شرکت تویوتا توسعه داده شده‌است و شامل فلسفه مدیریتی و روش‌های آن می‌باشد. TPS یک سیستم مدیریتی است که تولید و لجستیک مربوط به خودروسازی، شامل روابط متقابل با تأمین کنندگان و مشتری‌ها را سازماندهی می‌کند. این سیستم پیش‌درآمد اصلی «تولید ناب» عمومی است. تای‌ایچی اونو و ایجی تویودا، مهندسان صنایع ژاپنی، این سیستم را بین سالهای ۱۹۴۸ تا ۱۹۷۵ توسعه دادند.
این سیستم که در ابتدا «تولید به‌هنگام» نامیده می‌شد، بر اساس رویکردهای بنیان‌گذار تویوتا، ساکیچی تویودا، پسرش کیچیرو تویودا و مهندس تای‌ایچی اونو ایجاد شده‌است. اصول زیربنای TPS در کتاب The Toyota Way ارائه شده‌است.

## اهداف
اهداف اصلی TPS ریختن طرحی برای حذف اضافه بار (muri) و بی‌ثباتی (mura) و از بین بردن اتلاف (muda) است. مهمترین تأثیرات در تحویل ارزش فرایند از طریق طراحی فرایندی است که نتایج را کاملاً روان ایجاد کند؛ یعنی با طراحی برای حذف بی‌ثباتی (mura). همچنین اطمینان از انعطاف‌پذیری فرایند بدون تنش یا "muri" (اضافه بار)، بسیار مهم است؛ چرا که اینکار "mura" یا اتلاف ایجاد می‌کند. در نهایت، بهبودهای تاکتیکی کاهش تلافات یا از بین بردن muda بسیار ارزشمند است. در TPS هشت muda یا اتلاف ذکر شده‌است:
1. اتلاف از طریق تولید اضافه یا تولید بیش از تقاضا (بزرگترین اتلاف)
2. اتلاف از طریق انتظار کشیدن
3. اتلاف از طریق جابجایی با خودرو
4. اتلاف موجود در خود فرایند فراوری
5. اتلاف به دلیل موجودی انبار بیش از تقاضا
6. اتلاف به دلیل حرکات اضافی
7. اتلاف به دلیل تولید محصول معیوب
8. اتلاف به دلیل استفاده نکردن از توانمندی پرسنل